# 中華民國駐尼加拉瓜大使館
中華民國駐尼加拉瓜共和國大使館（西班牙語：Embajada de la República de China (Taiwán) en la República de Nicaragua）是中華民國曾在尼加拉瓜馬拿瓜設置的大使館。

## 歷史
1930年5月「中華民國駐尼加拉瓜共和國總領事館」成立，由中華民國駐巴拿馬共和國公使館兼管，1932年6月14日成為專館並改稱「中華民國駐馬拿瓜總領事館」。

### 建交
1955年5月18日，中華民國與尼加拉瓜建交，總領事館改為「中華民國駐尼加拉瓜共和國公使館」。1962年9月20日，公使館升格為「中華民國駐尼加拉瓜共和國大使館」。

### 第一次斷交、復交
1985年12月7日，尼加拉瓜與中华人民共和国建交，並與中華民國斷交，大使館遭關閉。1990年11月5日，與中華民國政府復交，並與中華人民共和國政府斷交，同月13日大使館恢復。

### 第二次斷交
2021年12月尼加拉瓜時間9日、中華民國時間10日，尼加拉瓜與中華民國政府再度斷交，並與中華人民共和國政府復交，大使館再度遭關閉。

#### 大使館館舍處理爭議
館舍原由中華民國政府決定象徵性轉售予天主教馬拿瓜總教區，但之後被尼加拉瓜移交給中華人民共和國政府。閉館後，中華民國對尼加拉瓜事務由中華民國駐宏都拉斯共和國大使館兼轄，惟2023年3月宏都拉斯政府與中華民國政府也斷絕外交關係。

## 外部連結
- 駐尼加拉瓜大使館